# Liste der Hallenkirchen in Litauen

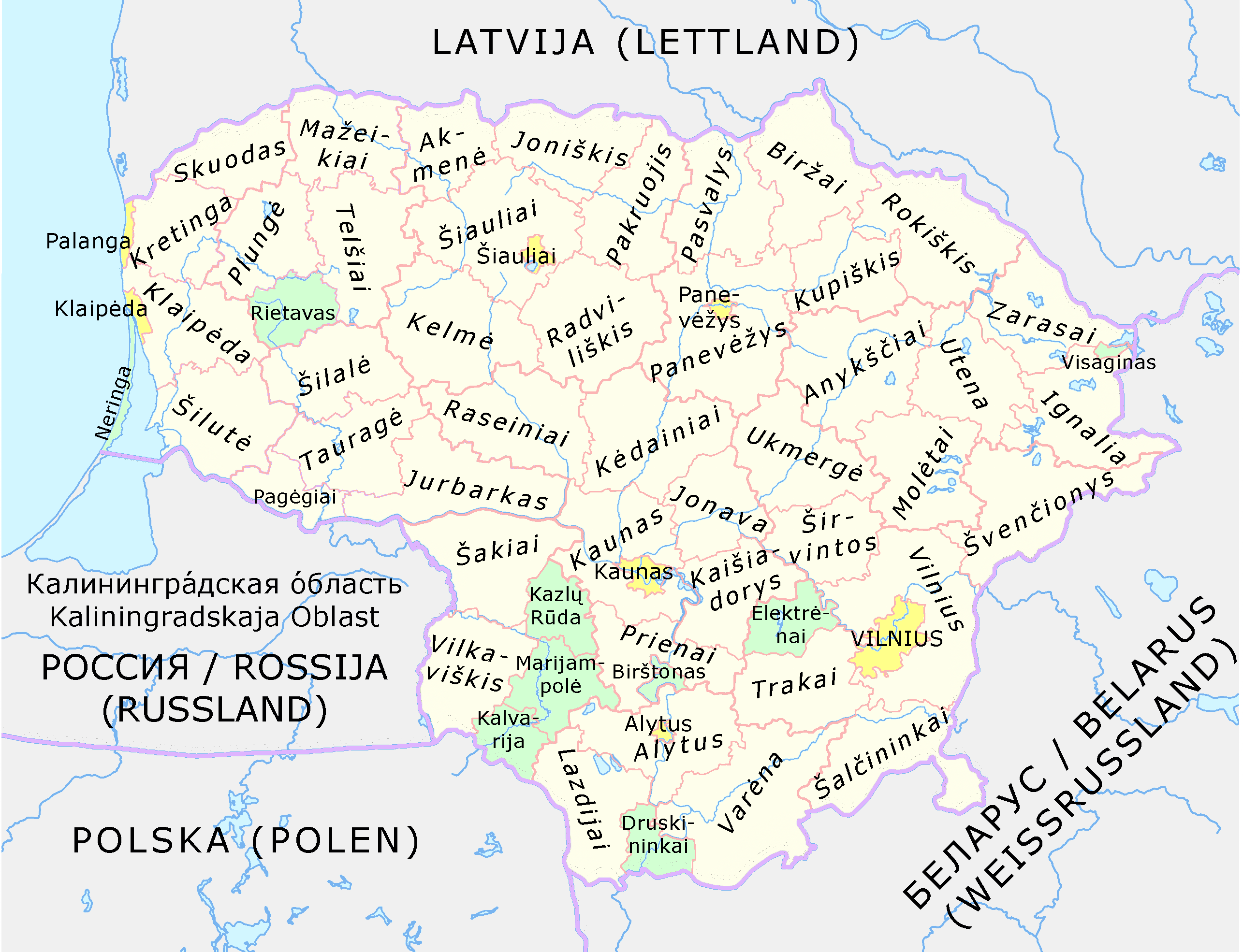
Übersichtskarte von Litauen

▶ Liste(n) der Hallenkirchen – Übersicht
– Siehe auch Pseudobasiliken in Litauen (73) –
Information:
- Pa = Das nichtkommerzielle Portal Panoramas.lt stellt interaktive Panoramaaufnahmen, nicht zuletzt von Kircheninneren bereit, zumeist ergänzt um historische Informationen zum jeweiligen Bauwerk. Da (anderweitige) Baubeschreibungen sich zumeist auf die Feststellung der Dreischiffigkeit beschränken, sind sie eine wichtige architektonische Information.

Namen:
- Die Namen der Heiligen stehen im Litauischen grundsätzlich im Genitiv, in den Übersetzungen wird das nur teilweise nachvollzogen.
- Das Marien-Patrozinium wird in Litauen auch in seinen Ausschmückungen fast immer durch „Švč. Mergelės Marijos“ („der allerheiligsten Jungfrau Maria“) ausgedrückt, die Übertragungen sind demgegenüber zumeist verkürzt.

Anzahl: 125
| Ort                               | Kirche                                                                                           | Anmerkungen | Fotos | Fotos                                |
| --------------------------------- | ------------------------------------------------------------------------------------------------ | --- | ----- | ------------------------------------ |
| Alanta Rg. Molėtai                | Šv. apaštalo Jokūbo (Apostel Jakob) (CC)                                                         | 1904–1909, hölzerne Vorgänger ab 1504                                                                                              |       | Innenfotos siehe                     |
| Aleksandrija Rg. Skuodas          | Nukryžiuotojo Jėzau (Kreuzigung Jesu) (CC)                                                       | 1918 geweiht |       |                                      |
| Aukštadvaris Rg. Trakai           | Kristaus Atsimainymo (Verklärung Christi) (CC)                                                   | 1913, Vorgänger 1832 (bis 1881) |       |                                      |
| Aviliai Rg. Zarasai               | Šv. Kryžiaus Išaukštinimo (Kreuzerhöhung) (CC)                                                   | Holzkirche, Mittelschiff und schmale Seitenschiffe flackdeckig, Grenzfall Pseudobasilika/Halle, Altarraum Tonnengewölbt            |       |                                      |
| Ąžuolų Būda Gem. Kazlų Rūda       | Šv. Antano Paduviečio (Antonius vo Padua) (CC)                                                   | 1937 |       |                                      |
| Balninkai Rg. Molėtai             | Šv. vyskupo Stanislovo (St. Stanislaus) (CC)                                                     | 1910, dreischiffig, gewölbt, neuromanische Westfassade, neugotische Seiten Pfarrei seit 1544                                       |       | Google Streetview; Innenfotos fehlen |
| Birštonas                         | Šv. Antano Paduviečio (Antonius-von-Padua-Kirche) (CC)                                           | 1900–1909, hölzerne Vorgänger seit 1529                                                                                            |       |                                      |
| Būdvietis Rg. Lazdijai            | Jėzaus Nazariečio (Jesus von Nazareth) (CC)                                                      | 1906 |       | Link mit Innenfoto                   |
| Čedasai Rg. Rokiškis              | Šv. apaštalų Petro ir Povilo (St. Peter und Paul) (CC)                                           | 1913, hölzerne Vorgänger seit 1516                                                                                                 |       |                                      |
| Darsūniškis Rg. Kaišiadorys       | Švč. M. Marijos Ėmimo į dangų (Mariä Himmelfahrt) (CC) Pa                                        | 1848–1855, hölzerne Vorgänger seit 1416                                                                                            |       |                                      |
| Daukšiai Rg. Marijampolė          | Šv. Jurgio (St. Georg) (CC) Pa                                                                   | 1860–1864, hölzerner Vorgänger 1730                                                                                                |       |                                      |
| Dovilai Rg. Klaipėda              | evangelisch- lutherische K. (CC)                                                                 | 1862, Vorgänger 1739 |       | Link mit Innenfotos                  |
| Druskininkai                      | Švč. Me. Marijos Škaplierinės (Mariä Skapulier) (CC) Pa                                          | Sterngewölbe |       |                                      |
| Dūkštos Rg. Vilnius               | Šv. Onos (St. Anna) (CC)                                                                         | 1850–1856, vorgänger von 1772 schon teilw. gemauert                                                                                |       |                                      |
| Dusetos Rg. Zarasai               | Švč. Trejybės (Dreifaltigkeit) (CC)                                                              | 1886–1888, hölzerne Vorgänger seit 1519                                                                                            |       |                                      |
| Gruzdžiai Rg. Šiauliai            | Švč. Trejybės (Dreifaltigkeit) (CC) Pa                                                           | 1901, domikale Kreuzrippengewölbe, Vorgänger seit 17. Jh.                                                                          |       |                                      |
| Jonava                            | Šv. apaštalo Jokūbo (St. Jakobus) (CC)                                                           | 1791–1793 |       |                                      |
| Joniškis Rg. Molėtai              | Šv. apaštalo Jokūbo (St. Jakobus) (CC)                                                           | 1726 |       |                                      |
| Judrėnai Rg. Klaipėda             | Šv. Antano Paduviečio (Antonius von Padua) (CC)                                                  | 1780 |       |                                      |
| Jurbarkas                         | Švč. Trejybės (Dreifaltigkeit) (CC)                                                              | 1907, Vorgänger seit 1430 |       |                                      |
| Kamajai Rg. Rokiškis              | Šv. Kazimiero (St. Kasimir) (CC) Pa                                                              | 1909, hölzerne Vorgänger seit 1635                                                                                                 |       |                                      |
| Kantaučiai Rg. Plungė             | Švč. M. Marijos<r />Nekaltojo Prasidėjimo (Unbefleckte Empfängnis) (CC)                          | 1852, Kreuzarme als kurze Seitenschiffe mit Mittelstützen, nVorgänger 17. und 18. Jh.                                              |       |                                      |
| Karmėlava Rg. Kaunas              | Šv. Onos bažnyčia (St.-Anna-K.) (CC)                                                             | 1945, Vorgänger 1521 (bis 1656) und 1768 (bis 1909)                                                                                |       |                                      |
| Karvys Rg. Vilnius                | Šv. Juozapo (St. Joseph) (CC)                                                                    | 1865, hölzerner Vorgängerbau 1779                                                                                                  |       |                                      |
| Katyčiai Rg. Šilutė               | evangelisch-lutherische K. (CC)                                                                  | 1734, Pfarrei seit 1558 |       |                                      |
| Kaunas                            | Šv. Jurgio Kankinio bažnyčia (CC)                                                                | |       |                                      |
| Kaunas                            | Švč. Mergelės Marijos Ėmimo į dangų bažnyčia (Mariä Himmelfahrt) (CC)                            | |       |                                      |
| Kaunas                            | Švč. Trejybės (Dreifaltigkeit) (CC)                                                              | 1625–1634, Innenpanorama |       |                                      |
| Kazitiškis Rg. Ignalina           | Šv. vyskupo Stanislovo (St. Stanislaus) (CC)                                                     | 1908, hölzerne Vorgänger seit 1747                                                                                                 |       |                                      |
| Kernavė Rg. Širvintos             | Švč. M. Marijos Škaplierinės (Mariä Skapulier) (CC) Pa                                           | 1920, spitzbogige Kreuzgratgewölbe; erste Kirche ca. 1500, 1655 abgebrannt                                                         |       |                                      |
| Klovainiai Rg. Pakruojis          | Švč. Trejybės (Dreifaltigkeit) (CC) Pa                                                           | 1854, klassizistische Holzkirche, flache Decken, Vorgänger 1621                                                                    |       |                                      |
| Kretinga                          | evangelisch-lutherische K. (CC) Pa                                                               | |       |                                      |
| Kriaunos Rg. Rokiškis             | Dievo Apvaizdos (göttliche Vorsehung) (CC) Pa                                                    | |       |                                      |
| Kučiūnai Rg. Lazdijai             | Šv. Kazimiero (St. Kasimir) (CC)                                                                 | 1939 begonnen, 1991–1996 fertiggestellt                                                                                            |       | Link mit Innenfoto                   |
| Kuktiškės Rg. Utena               | Šv. Jono Krikštytojo (Johannis d. T.) (CC)                                                       | 1890, Vorgänger seit 1604 |       |                                      |
| Kuliai Rg.                        | Šv. vyskupo Stanislovo (St. Stanislaus) (CC)                                                     | 1900, hölzerne Vorgänger seit 1644                                                                                                 |       |                                      |
| Kupiškis                          | Kristaus Žengimo į dangų (Christi Himmelfahrt) (CC)                                              | 1914, hölzerne Vorgänger seit 1616                                                                                                 |       | Link mit Innenfotos                  |
| Laukuva Rg. Šilalė                | Šv. Kryžiaus Atradimo (Kreuzauffindung) (CC)                                                     | 1856, hölzerne Vorgänger seit 1624                                                                                                 |       |                                      |
| Lazdijai                          | Šv. Onos (St. Anna) (CC)                                                                         | 1894, hölzerne Vorgänger seit 1560                                                                                                 |       | Link mit Innenfoto                   |
| Lieplaukė Rg. Telšiai             | Šv. Jurgio (St. Georg) (CC)                                                                      | 1862, erste Erwähnung einer Kirche 1613, Neubau 1621                                                                               |       |                                      |
| Liudvinavas Rg. Marijampolė       | Šv. Liudviko (St. Ludwig) (CC)                                                                   | 1918, Holzkirche, Vorgänger seit 1715                                                                                              |       |                                      |
| Lukštai Rg. Rokiškis              | Šv. apaštalo evangelisto Jono (Evangelist Johannes) (CC)                                         | 1925 |       |                                      |
| Lygumai Rg. Pakruojis             | (Dreifaltigkeit) (CC)                                                                            | 1914, Kapelle seit 1426, Priester seit 1436                                                                                        |       | Link mit Innenfotos                  |
| Marcinkonys Rg. Varėna            | Šv. apaštalų Simono ir Judo Tado (Simon u. Judas) (CC)                                           | 1880, Vorgänger 1770 |       |                                      |
| Merkinė Rg. Varėna                | Ėmimo į dangų bažnyčia (CC)                                                                      | Kern 15. Jh. gotisch, 1648 modernisiert zu Spätrenaissance/Frühbarock                                                              |       |                                      |
| Mielagėnai Rg. Ignalina           | Šv. Jono Krikštytojo (Johannis d. T.) (CC)                                                       | 1790 |       |                                      |
| Musninkai Rg. Širvintos           | Švč. Trejybės (Dreifaltigkeit) (CC) Pa                                                           | 1861 |       |                                      |
| Naujamiestis Rg. Panevėžys        | Šv. apaštalo evangelisto Mato (Evangelist Matthäus) (CC)                                         | 1908, 1583 erste evangelisch-reformierte Kirche, 1689 erste katholische Kirche                                                     |       |                                      |
| Naujasis Daugėliškis Rg. Ignalina | Šv. Joakimo ir Onos (St. Joachim und Anna) (CC)                                                  | Grenzfall Hallenkirche/Pseudobasilika, 1889, Vorgänger seit 1511                                                                   |       |                                      |
| Nemenčinė Rg. Vilnius             | Šv. arkangelo Mykolo (Erzengel Michael) (CC)                                                     | 1855, Vorgänger seit 16. Jh. |       |                                      |
| Nemunėlio Radviliškis Rg. Biržai  | Švč. Mergelės Marijos (Jungfrau Maria) (CC) Pa                                                   | Grenzfall zur Pseudobasilika, 1854, 1782 hölzerner Vorgänger                                                                       |       |                                      |
| Obeliai Rg. Rokiškis              | Šv. Onos (St. Anna) (CC)                                                                         | 1868, Vorgänger seit 1629 |       |                                      |
| Pabiržė Rg. Biržai                | Švč. Trejybės (Dreifaltigkeit) (CC) Pa                                                           | 1897–1910, hölzerne Vorgänger seit 1515, gemauerter seit 1707                                                                      |       |                                      |
| Pagiriai Rg. Kėdainiai            | Švč. M. Marijos Apsilankymo (Mariä Heimsuchung) (CC)                                             | 1876, Vorgänger 1626 |       |                                      |
| Palanga                           | evangelisch-lutherische K. (CC)                                                                  | 2012, Vorgängerb1903, einseitige Obergaden nicht auf einer Kolonnade, sondern in Dachfirstnähe                                     |       |                                      |
| Paluknys Rg. Trakai               | Šv. Jono Krikštytojo (Johannis d. T.) (CC)                                                       | 1943, Vorgänger 1941 abgebrannt |       |                                      |
| Pamūšis Rg. Pakruojis             | Šv. Antano Paduviečio (Antonius von Padua) (CC)                                                  | Halle durch zweibogig angebundene Querhausarme, 1935; 1621 gemauerte evangelisch-reformierte Kirche                                |       |                                      |
| Panemunis Rg. Rokiškis            | Švč. Trejybės (Dreifaltigkeit) (CC) Pa                                                           | 1936, Vorgänger seit 16. Jh. |       |                                      |
| Panevėžiukas Rg.                  | Nukryžiuotojo Jėzaus (Kreuzigung Jesu) (CC)                                                      | 1743 |       |                                      |
| Panevėžys                         | evangelisch- lutherische K. (CC)                                                                 | 1850 |       |                                      |
| Panevėžys                         | Nukryžiuotojo Jėzaus bažnyčia (Kreuzigung Jesu) (CC)                                             | 1747, Umbau 1. H. 19. Jh., Barock                                                                                                  |       |                                      |
| Panevėžys                         | Švč. Trejybės bažnyčia (Dreifaltigkeit) (CC)                                                     | 1803, klassizistische Emporenhalle, 1847–1918 orthodox, in der Zeit russische Turmgruppe, heute neoromanischer Turm                |       |                                      |
| Parudaminys Rg. Vilnius           | Kristaus Atsimainymo (Verklärung Christi) (CC) Pa                                                | 1922 |       |                                      |
| Pašilė Stadt Ukmergė              | Šv. Barboros bažnyčia (Barbarakirche) (CC)                                                       | 1789 |       |                                      |
| Pavandenė Rg. Telšiai             | Šv. Onos bažnyčia (Annakirche) (CC)                                                              | 1802, Holzkirche, Vorgänger seit 1620                                                                                              |       |                                      |
| Plikiai Rg. Klaipėda              | evangelisch- lutherische K. (CC)                                                                 | 1896 |       | Link mit Innenfotos                  |
| Prienai                           | Kristaus Apsireiškimo (Ankündigung Christi) (CC)                                                 | 1750, Vorgänger 1604 |       |                                      |
| Ramygala Rg. Panevėžys            | Šv. Jono Krikštytojo (Johannis d. T.) (CC) Pa                                                    | 1914, Vorgänger seit 1431 |       |                                      |
| Raudonė Rg. Jurbarkas             | Švč. Jėzaus Širdies (Herz Jesu) (CC)                                                             | 1932 |       |                                      |
| Rokiškis                          | Šv. apaštalo evangelisto Mato (Evangelist Matthäus) (CC) Pa                                      | Kreuzrippengewölbe, 1877, Vorgänger seit 1617                                                                                      |       |                                      |
| Rudamina Rg. Vilnius              | Švč. Mergelės Marijos, Gerosios Patarėjos (Maria zum guten Rat) (CC)                             | 1909, Voegänger seit frühem 16. Jh.                                                                                                |       |                                      |
| Rūdiškės Rg. Trakai               | Švč. Jėzaus Širdies (Herz Jesu) (CC)                                                             | 1925–1933 |       |                                      |
| Rusnė Rg. Šilutė                  | evangelisch- lutherische K. (CC)                                                                 | 1809, Vorgänger seit 1642 |       |                                      |
| Salakas Rg. Zarasai               | Švč. M. Marijos Sopulingosios (Mariä Schmerzen) (CC)                                             | 1911, Pfarrei wohl seit 15. Jh., letzter Vorgängerbau 1740                                                                         |       | Link mit Innenfotos                  |
| Salos Rg. Zarasai                 | Šv. Kryžiaus (Heilig Kreuz) (CC)                                                                 | leicht gebaute Kreuzgewölbe, 1888, Kapellen seit 1771                                                                              |       | Link mit Innenfoto                   |
| Šaravai Rg. Kėdainiai             | Švč. Jėzaus Širdies (Herzjesu) (CC)                                                              | 1933, wohl nur ein Stützenpaar beidseits des waagerecht gedeckten „Mittelschiffs“                                                  |       |                                      |
| Sartininkai Rg. Tauragė           | evangelisch- lutherische K. (CC)                                                                 | Stufenhalle, 1934 |       |                                      |
| Sasnava Rg. Marijampolė           | Švč. M. Marijos Vardo (Mariä Name) (CC)                                                          | spitzbogige Kreuzgratgewölbe, 1938, Kapellen seit 1817                                                                             |       |                                      |
| Šateikiai Rg. Plungė              | Šv. evangelisto Morkaus (St. Markus) (CC) Pa                                                     | |       |                                      |
| Seda Rg. Mažeikiai                | Švč. M. Marijos Ėmimo į dangų (Mariä Himmelfahrt) (CC)                                           | 1770, Vorgänger seit 1508 |       |                                      |
| Seirijai Rg. Lazdijai             | Švč. M. Marijos Škaplierinės (Mariä Skapulier) (CC) Pa                                           | 1584 als protestantische Kirche gebaut                                                                                             |       |                                      |
| Seredžius Rg. Kupiškis            | Šv. Jono Krikštytojo (Johannis d. T.) (CC) Pa                                                    | 1913, hölzerne Vorgänger seit 17. Jh.                                                                                              |       |                                      |
| Šilalė                            | (St. Franziskus von Assisi) (CC)                                                                 | 1905–1909, Vorgänger seit 1533 |       |                                      |
| Šilavotas Rg. Prienai             | Švč. Jėzaus Širdies (Herz Jesu) (CC) Pa                                                          | 1898–1902 |       |                                      |
| Šilutė (Heydekrug)                | evangelisch- lutherische K. (CC)                                                                 | 1924–1926 |       |                                      |
| Šiluva                            | Švč. Mergelės Marijos Gimimo bazilika (Mariä Geburt)(CC)                                         | 1775 geweiht |       |                                      |
| Šimonys Rg. Kupiškis              | Švč. M. Marijos Ėmimo į dangų (Mariä Himmelfahrt) (CC)                                           | als dreischiffig beschreiben, 1920, Pfarrei seit 1744                                                                              |       |                                      |
| Sipailiškis Rg. Rokiškis          | altgläubig- orthodoxe K. (CC)                                                                    | ohne genaue Datierung; sehr einfache Halle, asymmetrisch positionierte Stützenreihe                                                |       |                                      |
| Širvintos                         | Šv. arkangelo Mykolo bažnyčia (Erzengel Michael) (CC) Pa                                         | 1860, Vorgänger seit 1475 |       |                                      |
| Skaruliai Stadt Jonava            | Šv. Onos bažnyčia (St.-Anna-K.) (CC)                                                             | 1622, Renaissance mit Resten von Gotik                                                                                             |       |                                      |
| Skaudvilė Rg. Tauragė             | Šv. Kryžiaus (Heilig Kreuz) (CC)                                                                 | 1797 |       |                                      |
| Skiemonys Rg. Anykščiai           | Švč. Mergelės Marijos (Hl. Jungfrau Maria) (CC)                                                  | Holzkirche, 1884, Vorgänger seit 1677                                                                                              |       |                                      |
| Skirsnemunė Rg. Jurbarkas         | Šv. Jurgio (St. Georg) (CC) Pa                                                                   | 1903, hölzerne Vorgänger seit 1523, Pfarrei seit 1636                                                                              |       |                                      |
| Skuodas                           | Švč. Trejybės (Dreifaltigkeit) (CC)                                                              | 1847, hölzerne Vorgänger seit 1572                                                                                                 |       |                                      |
| Slavikai Rg. Šakiai               | Šv. Onos (St. Anna) (CC) Pa                                                                      | Holzkirche, 1834, Vorgängerbau 1754                                                                                                |       |                                      |
| Šlienava Rg. Kaunas               | Švč. M. Marijos Apsilankymo (Mariä Heimsuchung) (CC)                                             | 1825, Mittelschiff gedrückte Längstonne, Grenzfall Hallenkirche/Pseudobasilika                                                     |       |                                      |
| Smalvos Rg. Zarasai               | Švč. M. Marijos Rožančinės (Maria Rosenkranz) (CC) Pa                                            | klassizistische Holzkirche, flache decken, 1857, Vorgänger seit 1598                                                               |       |                                      |
| Stulgiai Rg. Kelmė                | Šv. apaštalo evangelisto Mato (Matthäus) (CC)                                                    | 1910, hölzerne Vorgänger ab 1797                                                                                                   |       |                                      |
| Subačius Rg. Kupiškis             | Švč. Trejybės (Dreifaltigkeit) (CC) Pa                                                           | 1884, hölzerne Vorgänger seit 1590                                                                                                 |       |                                      |
| Suvainiškis Rg. Rokiškis          | Šv. apaštalo Jokūbo (Apostel Jakobus) (CC) Pa                                                    | gedrückte Längstonne des Mittelschiffs reicht nicht höher als die Flachdecken der Seitenschiffe, 1883, hölzerner Vorgängerbau 1763 |       |                                      |
| Tverai Gem. Rietavas              | Švč. M. Marijos Apsilankymo (Mariä Heimsuchung) (CC)                                             | flachdeckige Holzkirche, 1897, Vorgänger seit 1589                                                                                 |       |                                      |
| Ūdrija Rg. Alytus                 | Švč. Jėzaus Širdies (Herz Jesu) (CC)                                                             | Segmenttonnen über Mittelschiff und schmalen Seitenschiffen, 1924, hölzerne Vorgänger seit 1623                                    |       |                                      |
| Ugioniai Rg. Raseiniai            | Švč. M. Marijos Ėmimo į dangų (Mariä Himmelfahrt) (CC)                                           | Segmenttonnen über Mittelschiff und schmalen Seitenschiffen, 1836, Hölzerner Vorgänger seit 1784, protestantische Kirche seit 1611 |       |                                      |
| Užpaliai Rg. Utena                | Švč. Trejybės (Dreifaltigkeit) (CC)                                                              | 1898, Zent seit 1522, Landkarteneintrag 1563, neue Holzkirche 1651                                                                 |       |                                      |
| Vainutas Rg. Šilutė               | Šv. Jono Krikštytojo (Johannis d. T.) (CC)                                                       | 1869, hölzerne Vorgänger seit 1606                                                                                                 |       |                                      |
| Vajasiškis Rg. Zarasai            | Šv. Jono Krikštytojo (Johannis d. T.) (CC) Pa                                                    | Holzkirche auf Steinsockel, 1863, Vorgänger 1795/1796                                                                              |       |                                      |
| Vandžiogala Rg. Kaunas            | Švč. Trejybės (Dreifaltigkeit) (CC)                                                              | Holzkirche, 1830, Vorgänger seit 1664                                                                                              |       |                                      |
| Veiveriai Rg. Priemai             | Šv. Liudviko (St. Ludwig) (CC)                                                                   | 1835, hölzerner Vorgängerbau 1818, Kapelle 1782                                                                                    |       |                                      |
| Veliuona Rg.Jurbarkas             | Švč. M. Marijos Ėmimo į dangų (Mariä Himmelfahrt) (CC)                                           | 1544, Pfarrei seit 1421 |       |                                      |
| Vepriai Rg. Ukmergė               | Švč. M. Marijos Rožančiaus Karalienės (Königin Maria Rosenkranz) (CC) Pa                         | 1910, 1553 Kirche erwähnt, 1616 gemauerte Kapelle, 1810 hölzern erweitert                                                          |       |                                      |
| Vėžaičiai Rg. Klaipėda            | Šv. Kazimiero (St. Kasimir) (CC) Pa                                                              | 1816, Flachdecken in geringen Höhenunterschieden                                                                                   |       |                                      |
| Vidiškiai Rg. Ukmergė             | Švč. Trejybės (Dreifaltigkeit) (CC)                                                              | 1853, Vorgänger 1562 und 1664 |       |                                      |
| Viduklė Rg. Raseiniai             | Šv. Kryžiaus (Heiligkreuz) (CC) Pa                                                               | 1806, Vorgänger seit 1416 |       |                                      |
| Vilkyškiai Rg.                    | evangelisch- lutherische K. (CC)                                                                 | |       |                                      |
| Vilnius                           | Šv. Jono Krikštytojo ir Šv. Jono apaštalo … (Johannes der Täufer u. Johannes der Apostel …) (CC) | barock |       |                                      |
| Vilnius                           | Šv. Mikalojaus bažnyčia (St. Nikolaus) (CC)                                                      | 1387 erwähnt (2 J. nach dem Übertritt der lit. Oberschicht zum Christentum); Turm barock                                           |       |                                      |
| Vilnius                           | Šv. Pranciškaus Asyžiečio bažnyčia (Franz von Assisi) (CC)                                       | |       |                                      |
| Vilnius                           | Švč. Trejybės Graikų (Dreifaltigkeit) (CC)                                                       | griechisch-katholisch; barock |       |                                      |
| Vyžiai Rg. Šilutė                 | evangelisch- lutherische K. (CC)                                                                 | 1866 |       |                                      |
| Vyžuonos Rg. Utena                | Šv. Jurgio (St. Georg) (CC)                                                                      | Gewölbe 1406, 1891–1899 neoklassizistischer Umbau unter Erhaltung der gotischen Gewölbe                                            |       |                                      |
| Ylakiai Rg. Skuodas               | V. Apreiškimo Švč. M. Marijai (Verkünd. Mariens) (CC)                                            | 1899–1905 |       |                                      |
| Žarėnai Rg. Trakai                | Šv. vyskupo Stanislovo (St. Stanislaus) (CC)                                                     | 1629, Umbau 1911 |       | Fotos des Schiffs siehe              |
| Žeimiai Rg. Jonava                | (Mariä Geburt) (CC) Pa                                                                           | 1906, hölzerne Vorgänger seit 1522                                                                                                 |       |                                      |
| Žemalė Rg. Mažeikiai              | Apreiškimo Švč. M. Marijai (Verkünd. Mariens) (CC)                                               | 1826 |       |                                      |
| Žilinai Rg. Varėna                | Šv. Antano Paduviečio (St. Antonius v. Padua) (CC)                                               | |       |                                      |